# Liturgie orthodoxe
La liturgie orthodoxe est la liturgie des Églises orthodoxes. 
Il convient de distinguer cette expression de celle de
- liturgie byzantine, qui englobe l'aspect historique de la liturgie orthodoxe (c'est-à-dire sa formation dans l'histoire) ;
- rite byzantin, qui envisage cette tradition liturgique, suivie aussi par certaines Églises catholiques orientales ;
- rites liturgiques, employés par d'autres Églises qu'on appelle orthodoxes, par exemple l'Église copte orthodoxe et les autres Églises des trois conciles.

L'expression de "liturgie orthodoxe" dépend en fait du sens que l'on donne à celui d' "orthodoxes" quand on parle d'Églises orthodoxes. L'expression "liturgie byzantine" ne rencontre pas ce problème et est donc plus objective que celle de "liturgie orthodoxe", qui a un défaut de perspective. En effet, il n'est pas absurde de considérer le rite copte, par exemple, comme orthodoxe.